# William Wilson Allen
William Wilson Allen, (VC) (Kyloe, ? 1844 - Monmouth, Wales, 12 maart 1890) was een Brits korporaal, later sergeant, en gehuldigd met het Victoria Cross (VC), de hoogste en meest prestigieuze medaille-onderscheiding voor heldenmoed in het zicht van de vijand, die kan worden toegekend aan het Britse- en (Commonwealth) Gemenebestleger.

## Zijn levensloop
Men beweerde aanvankelijk dat hij geboren werd in Newcastle upon Tyne, maar men weet nu dat hij geboren werd in een dorpje ten zuiden van Berwick-on-Tweed in Northumberland. Zijn ouders verhuisden naar York in oktober 1859 toen hij 15 jaar was. Hij was assistent-onderwijzer in Brecon Barracks in 1876, toen hij trouwde met Sarah Ann Reeves in augustus 1876. Samen kregen ze zeven kinderen.  
William Wilson Allen was ongeveer 35 jaar oud toen hij dienstdeed als korporaal in het 2e Bataljon, het 24e South Wales Borderers en het Britse leger tijdens de Zoeloe-oorlog, toen de gevechten plaatsvonden in Natal, Zuid-Afrika, waarvoor hij beloond werd met het VC.
Op 22 en 23 januari 1879 tijdens de gevechten in de Slag bij Rorke's Drift, Natal, Zuid-Afrika, hielden korporaal Allen en soldaat Frederick Hitch de communicatieverbinding met het hospitaal open, ondanks het feit dat zij ernstig gewond waren. Korporaal Allen was gewond aan zijn linkerschouder. Door hun moedig en daadkrachtig optreden konden de meeste patiënten uit het hospitaal geëvacueerd worden en konden ze, ondanks hun opgelopen verwondingen, bijstaan in de strijd tegen de Zoeloes.
Beide zetten de strijd voort nadat hun verwondingen werden verzorgd, en dienden toen verder hun kameraden, in de woelige nacht van 22 op 23 januari, door het bevoorraden en uitdelen van munitie.
William Wilson Allen kreeg zijn Victoria Cross van koningin Victoria in Windsor Castle op 9 december 1879. Later bereikte hij de rang van sergeant-instructeur bij het 3e Milition Bataljon in Brecon en de 4e Volunteer (Vrijwilligers) Bataljon in Monmouth. Sergeant William Wilson Allen stierf op 46-jarige leeftijd aan griep, toen hij nog dienstdoend militair was in het leger. Een fonds werd opgericht voor zijn weduwe en kinderen. William Wilson Allen werd begraven op de begraafplaats in Monmouth, Wales.
Zijn Victoria Cross wordt tentoongesteld in het South Wales Borderers Museum in Brecon, Powys, Wales, Groot-Brittannië.